# Druga liga Srbije i Crne Gore 2002-2003
La Druga liga SR Jugoslavije 2002-2003, conosciuta anche come Druga liga 2002-2003, è stata la undicesima edizione della seconda divisione del campionato di calcio della Repubblica Federale di Jugoslavia, la 57ª come Druga liga jugoslava, ed era gestito dalla Federazione calcistica della Jugoslavia (FSJ).
Il 4 febbraio 2003 la R.F.Jugoslavia è divenuta Unione Statale di Serbia e Montenegro e quindi il torneo è stato rinominato Druga liga Srbije i Crne Gore. Anche la federazione ha cambiato nome diventando Federazione calcistica della Serbia e Montenegro (FSSCG).
Nel periodo 2002-2004 vi è stata una riduzione degli organici per migliorare la qualità dei campionati. Vi sono state molte fusioni o rilevamenti di titolo sportivo facilitati dai nuovi ricchi proprietari di piccole realtà sportive che volevano saltare le tappe per la scalata alla massima divisione, questo ha portato al ridimensionamento delle "piazze" storiche di Zrenjanin, Subotica, Užice, Novi Pazar e Kragujevac.

## Formula
Vi sono quattro gironi: tre serbi ed uno montenegrino da 12 squadre ciascuno. Dopo le normali 22 giornate dell'andata e ritorno, viene disputato un ulteriore girone da 11 giornate.
Vengono promosse le vincitrici dei 4 gironi. È previsto un alto numero di retrocessioni: dalla stagione successiva tutti i gironi saranno da 10 squadre ciascuno.

## Girone Nord

### Profili
| Squadra            | Città                  | Stadio                   | Stagione 2001-02 | Stagione 2001-02      |
| Squadra            | Città                  | Stadio                   | Pos.             | Divisione             |
| ------------------ | ---------------------- | ------------------------ | ---------------- | --------------------- |
| Mladost Apatin     | Apatin                 | SC Rade Svilar           | 17º              | Prva liga             |
| Bud. Banatski Dvor | Banatski Dvor, Žitište | Stadion Mirka Vučurevića | 2º               | Druga liga Nord       |
| Novi Sad           | Novi Sad               | Stadion Detelinara       | 3º               | Druga liga Nord       |
| Veternik           | Novi Sad               | Stadion FK Veternik      | 4º               | Druga liga Nord       |
| Dinamo Pančevo     | Pančevo                | Gradski stadion          | 5º               | Druga liga Nord       |
| Radnički Belgrado  | Novi Beograd, Belgrado | SC Radnički              | 6º               | Druga liga Nord       |
| Bečej              | Bečej                  | Gradski stadion          | 7º               | Druga liga Nord       |
| Big Bul Bačinci    | Bačinci, Šid           | Stadion Bačinci          | 8º               | Druga liga Nord       |
| Vrbas              | Vrbas                  | Stadion kraj Šlajza      | 9º               | Druga liga Nord       |
| E.L.A.N.           | Srbobran               | Stadion FK Srbobran      | 1º               | Srpska liga Vojvodina |
| Mladost Lukićevo   | Lukićevo, Zrenjanin    | Stadion FK Mladost       | 2º               | Srpska liga Vojvodina |
| Srem Jakovo        | Surčin, Belgrado       | Stadion FK Srem          | 2º               | Srpska liga Beograd   |

### Classifica
|  | Pos. | Squadra            | Pt | G  | V  | N  | P  | GF | GS | DR  |
|  | ---- | ------------------ | -- | -- | -- | -- | -- | -- | -- | --- |
|  | 1.   | Bud. Banatski Dvor | 76 | 33 | 22 | 10 | 1  | 55 | 18 | +37 |
|  | 2.   | Mladost Apatin     | 72 | 33 | 21 | 9  | 3  | 60 | 18 | +42 |
|  | 3.   | Radnički Belgrado  | 61 | 33 | 18 | 7  | 8  | 63 | 38 | +25 |
|  | 4.   | Novi Sad           | 58 | 33 | 17 | 7  | 9  | 53 | 26 | +27 |
|  | 5.   | Veternik           | 50 | 33 | 15 | 5  | 13 | 34 | 38 | −4  |
|  | 6.   | ELAN Srbobran      | 44 | 33 | 12 | 8  | 13 | 38 | 44 | −6  |
|  | 7.   | Mladost Lukićevo   | 40 | 33 | 10 | 10 | 13 | 34 | 32 | +2  |
|  | 8.   | Vrbas              | 38 | 33 | 10 | 8  | 15 | 32 | 44 | −12 |
|  | 9.   | Bečej              | 36 | 33 | 9  | 9  | 15 | 37 | 46 | −9  |
|  | 10.  | Big Bul Bačinci    | 33 | 33 | 8  | 9  | 16 | 27 | 37 | −10 |
|  | 11.  | Dinamo Pančevo     | 25 | 33 | 7  | 4  | 22 | 25 | 56 | −31 |
|  | 12.  | Srem Jakovo        | 15 | 33 | 3  | 6  | 24 | 21 | 82 | −61 |

Legenda:

      Promossa in Prva liga Srbije i Crne Gore 2003-2004.

  Partecipa agli spareggi promozione/retrocessione.

      Retrocessa in Treća liga Srbije i Crne Gore 2003-2004.

      Esclusa dal campionato.
Note:

Tre punti a vittoria, uno a pareggio, zero a sconfitta.
In caso di arrivo di due o più squadre a pari punti per le posizioni di promozione o retrocessione, la graduatoria viene stilata secondo gli scontri diretti tra le squadre interessate.

### Classifica marcatori
| Reti             | Marcatore  | Squadra  |
| ---------------- | ---------- | -------- |
| 17               | Havim      | Veternik |
| 15               | Švedić     | Bečej    |
| 15               | Vasiljević | Mladost  |
| Fonte: rsssf.com |            |          |

## Girone Ovest

### Profili
| Squadra             | Città                | Stadio                  | Stagione 2001-02 | Stagione 2001-02   |
| Squadra             | Città                | Stadio                  | Pos.             | Divisione          |
| ------------------- | -------------------- | ----------------------- | ---------------- | ------------------ |
| Mladost Lučani      | Lučani               | Stadion Mladost         | 15º              | Prva liga          |
| Radnički Kragujevac | Kragujevac           | Stadion Čika Dača       | 18º              | Prva liga          |
| Borac Čačak         | Čačak                | Stadion kraj Morave     | 2º               | Druga liga Ovest   |
| Bane                | Raška                | Stadion FK Bane         | 3º               | Druga liga Ovest   |
| Šumadija 1903       | Kragujevac           | Stadion Bubanj          | 4º               | Druga liga Ovest   |
| Remont              | Čačak                | Stadion na Alvadžinici  | 5º               | Druga liga Ovest   |
| Loznica             | Loznica              | Gradski stadion Lagator | 6º               | Druga liga Ovest   |
| Radnički Klupci     | Klupci, Loznica      | Stadion Zeleni lug      | 7º               | Druga liga Ovest   |
| Mladenovac          | Mladenovac, Belgrado | Stadion Selters         | 3º               | Druga liga Est     |
| Budućnost Valjevo   | Valjevo              | Stadion Park Pećina     | 1º               | Srpska liga Dunav  |
| Mačva Šabac         | Šabac                | Fudbalski Stadion Mačva | 2º               | Srpska liga Dunav  |
| Metalac             | Gornji Milanovac     | Stadion Despotovice     | 1º               | Srpska liga Morava |

### Classifica
|  | Pos. | Squadra             | Pt | G  | V  | N  | P  | GF | GS | DR  |
|  | ---- | ------------------- | -- | -- | -- | -- | -- | -- | -- | --- |
|  | 1.   | Borac Čačak         | 61 | 33 | 17 | 10 | 6  | 43 | 27 | +16 |
|  | 2.   | Bane                | 53 | 33 | 15 | 8  | 10 | 49 | 35 | +14 |
|  | 3.   | Šumadija 1903       | 53 | 33 | 14 | 11 | 8  | 50 | 38 | +12 |
|  | 4.   | Loznica             | 52 | 33 | 15 | 7  | 11 | 42 | 35 | +7  |
|  | 5.   | Mačva Šabac         | 52 | 33 | 15 | 7  | 11 | 30 | 33 | −3  |
|  | 6.   | Metalac             | 51 | 33 | 13 | 12 | 8  | 31 | 27 | +4  |
|  | 7.   | Mladenovac          | 48 | 33 | 14 | 6  | 13 | 44 | 41 | +3  |
|  | 8.   | Radnički Kragujevac | 40 | 33 | 10 | 10 | 13 | 36 | 41 | −5  |
|  | 9.   | Mladost Lučani      | 35 | 33 | 8  | 11 | 14 | 35 | 43 | −8  |
|  | 10.  | Radnički Klupci     | 34 | 33 | 7  | 13 | 13 | 35 | 39 | −4  |
|  | 11.  | Budućnost Valjevo   | 34 | 33 | 10 | 4  | 19 | 32 | 48 | −16 |
|  | 12.  | Remont Čačak        | 29 | 33 | 8  | 5  | 20 | 29 | 49 | −20 |

Legenda:

      Promossa in Prva liga Srbije i Crne Gore 2003-2004.

  Partecipa agli spareggi promozione/retrocessione.

      Retrocessa in Treća liga Srbije i Crne Gore 2003-2004.

      Esclusa dal campionato.
Note:

Tre punti a vittoria, uno a pareggio, zero a sconfitta.
In caso di arrivo di due o più squadre a pari punti per le posizioni di promozione o retrocessione, la graduatoria viene stilata secondo gli scontri diretti tra le squadre interessate.

### Classifica marcatori
| Reti             | Marcatore   | Squadra    |
| ---------------- | ----------- | ---------- |
| 15               | Nedeljković | Bane       |
| 13               | Despotović  | Loznica    |
| 10               | Avramović   | Mladenovac |
| Fonte: rsssf.com |             |            |

## Girone Est

### Profili
| Squadra           | Città                 | Stadio                  | Stagione 2001-02 | Stagione 2001-02      |
| Squadra           | Città                 | Stadio                  | Pos.             | Divisione             |
| ----------------- | --------------------- | ----------------------- | ---------------- | --------------------- |
| Napredak Kruševac | Kruševac              | Stadion Mladost         | 2º               | Druga liga Est        |
| OFK Niš           | Niš                   | Stadion OFK Niš         | 4º               | Druga liga Est        |
| Hajduk Belgrado   | Zvezdara, Belgrado    | Stadion Hajduk na Lionu | 5º               | Druga liga Est        |
| Radnički Pirot    | Pirot                 | Stadion Dragan Nikolic  | 6º               | Druga liga Est        |
| Žitorađa          | Žitorađa              | Stadion FK Žitorađa     | 7º               | Druga liga Est        |
| FK Belgrado       | Palilula, Belgrado    | Stadion FK Beograd      | 9º               | Druga liga Est        |
| Mladi Radnik      | Požarevac             | Stadion Vašarište       | 10º              | Druga liga Est        |
| Dubočica Leskovac | Leskovac              | Gradski stadion         | 11º              | Druga liga Est        |
| Srem              | Sremska Mitrovica     | Stadion Promenada       | 12º              | Srpska liga Vojvodina |
| Dorćol            | Stari Grad (Belgrado) | Stadion FK Dorćol       | 1º               | Srpska liga Beograd   |
| Timok             | Zaječar               | Stadion Kraljevica      | 1º               | Srpska liga Timok     |
| Car Konstantin    | Niš                   | Stadion Car Konstantin  | 1º               | Srpska liga Niš       |

### Classifica
|  | Pos. | Squadra           | Pt | G  | V  | N  | P  | GF | GS | DR  |
|  | ---- | ----------------- | -- | -- | -- | -- | -- | -- | -- | --- |
|  | 1.   | Napredak Kruševac | 73 | 33 | 23 | 4  | 6  | 52 | 23 | +29 |
|  | 2.   | Mladi Radnik      | 52 | 33 | 15 | 7  | 11 | 45 | 38 | +7  |
|  | 3.   | Timok             | 50 | 33 | 13 | 11 | 9  | 45 | 29 | +16 |
|  | 4.   | Srem              | 50 | 33 | 12 | 14 | 7  | 45 | 31 | +14 |
|  | 5.   | OFK Niš           | 50 | 33 | 12 | 14 | 7  | 39 | 35 | +4  |
|  | 6.   | FK Belgrado       | 48 | 33 | 12 | 12 | 9  | 58 | 43 | +15 |
|  | 7.   | Hajduk Belgrado   | 45 | 33 | 11 | 12 | 10 | 46 | 37 | +9  |
|  | 8.   | Radnički Pirot    | 45 | 33 | 13 | 6  | 14 | 52 | 57 | −5  |
|  | 9.   | Dorćol            | 41 | 33 | 9  | 14 | 10 | 44 | 38 | +6  |
|  | 10.  | Žitorađa          | 39 | 33 | 10 | 9  | 14 | 33 | 43 | −10 |
|  | 11.  | Car Konstantin    | 23 | 33 | 5  | 8  | 20 | 34 | 82 | −48 |
|  | 12.  | Dubočica Leskovac | 20 | 33 | 5  | 5  | 23 | 32 | 69 | −37 |

Legenda:

      Promossa in Prva liga Srbije i Crne Gore 2003-2004.

  Partecipa agli spareggi promozione/retrocessione.

      Retrocessa in Treća liga Srbije i Crne Gore 2003-2004.

      Esclusa dal campionato.
Note:

Tre punti a vittoria, uno a pareggio, zero a sconfitta.
In caso di arrivo di due o più squadre a pari punti per le posizioni di promozione o retrocessione, la graduatoria viene stilata secondo gli scontri diretti tra le squadre interessate.

### Classifica marcatori
| Reti             | Marcatore   | Squadra      |
| ---------------- | ----------- | ------------ |
| 15               | Milovanović | Mladi Radnik |
| 14               | Brošćanc    | FK Beograd   |
| 14               | Lazetić     | FK Beograd   |
| Fonte: rsssf.com |             |              |

## Girone Sud

### Profili
| Squadra                | Città        | Stadio                   | Stagione 2001-02 | Stagione 2001-02 |
| Squadra                | Città        | Stadio                   | Pos.             | Divisione        |
| ---------------------- | ------------ | ------------------------ | ---------------- | ---------------- |
| Budućnost              | Podgorica    | Stadio pod Goricom       | 2º               | Druga liga Sud   |
| Mornar                 | Antivari     | Stadion Topolica         | 3º               | Druga liga Sud   |
| Mladost Podgorica      | Podgorica    | Stadion Cvijetin Brijeg  | 4º               | Druga liga Sud   |
| Jedinstvo Bijelo Polje | Bijelo Polje | Gradski stadion Nikoljac | 5º               | Druga liga Sud   |
| Čelik Nikšić           | Nikšić       | Stadion Željezare        | 6º               | Druga liga Sud   |
| Petrovac               | Castellastua | Stadion pod Malim brdom  | 7º               | Druga liga Sud   |
| Zabjelo                | Podgorica    | Stadion Zabjela          | 8º               | Druga liga Sud   |
| Lovćen                 | Cettigne     | Stadion Obilića Poljana  | 9º               | Druga liga Sud   |
| Bokelj                 | Cattaro      | Stadion pod Vrmcem       | 10º              | Druga liga Sud   |
| Iskra Danilovgrad      | Danilovgrad  | Stadion Braće Velašević  | 11º              | Druga liga Sud   |
| Kom                    | Podgorica    | Stadion Zlatica          | 1º               | Crnogorska liga  |
| Jezero                 | Plav         | Stadion pod Racine       | 2º               | Crnogorska liga  |

### Classifica
|       | Pos. | Squadra                | Pt | G  | V  | N  | P  | GF | GS | DR  |
| ----- | ---- | ---------------------- | -- | -- | -- | -- | -- | -- | -- | --- |
|       | 1.   | Kom                    | 76 | 33 | 23 | 7  | 3  | 65 | 26 | +39 |
|       | 2.   | Bokelj                 | 64 | 33 | 20 | 4  | 9  | 54 | 28 | +26 |
|       | 3.   | Budućnost              | 55 | 33 | 15 | 10 | 8  | 46 | 29 | +17 |
|       | 4.   | Mladost Podgorica      | 53 | 33 | 15 | 8  | 10 | 45 | 33 | +12 |
|       | 5.   | Mornar                 | 47 | 33 | 13 | 8  | 12 | 44 | 35 | +9  |
|       | 6.   | Petrovac               | 45 | 33 | 13 | 6  | 14 | 36 | 34 | +2  |
|       | 7.   | Čelik Nikšić           | 44 | 33 | 10 | 14 | 9  | 44 | 39 | +5  |
| [ 9 ] | 8.   | Jedinstvo Bijelo Polje | 43 | 33 | 12 | 7  | 14 | 50 | 45 | +5  |
|       | 9.   | Jezero                 | 43 | 33 | 12 | 7  | 14 | 33 | 40 | −7  |
|       | 10.  | Lovćen                 | 37 | 33 | 9  | 10 | 14 | 43 | 45 | −2  |
|       | 11.  | Iskra Danilovgrad      | 28 | 33 | 7  | 7  | 19 | 18 | 53 | −35 |
|       | 12.  | Zabjelo                | 14 | 33 | 4  | 2  | 27 | 20 | 91 | −71 |

Legenda:

      Promossa in Prva liga Srbije i Crne Gore 2003-2004.

  Partecipa agli spareggi promozione/retrocessione.

      Retrocessa in Treća liga Srbije i Crne Gore 2003-2004.

      Esclusa dal campionato.
Note:

Tre punti a vittoria, uno a pareggio, zero a sconfitta.
In caso di arrivo di due o più squadre a pari punti per le posizioni di promozione o retrocessione, la graduatoria viene stilata secondo gli scontri diretti tra le squadre interessate.

### Classifica marcatori
| Reti             | Marcatore  | Squadra   |
| ---------------- | ---------- | --------- |
| 17               | Burzanović | Budućnost |
| 17               | Rolović    | Mladost   |
| 16               | Krivokapić | Čelik     |
| Fonte: rsssf.com |            |           |